# Vestfold og Telemark
Vestfold og Telemark era una contea della Norvegia meridionale istituita il 1º gennaio 2020 dall'unione delle contee di Vestfold e quella di Telemark. Faceva parte della regione dell'Østlandet, anche se le regioni non sono una divisione amministrativa riconosciuta.
A seguito di una votazione del consiglio della contea di Vestfold og Telemark il 15 febbraio 2022 per dividere la contea di nuova costituzione nelle rispettive contee che esistevano prima della fusione, queste sono state ristabilite. Dal 1º gennaio 2024 tornano quindi ad esistere le contee di Vestfold e di Telemark.

## Comuni della contea di Vestfold og Telemark
La contea di Vestfold og Telemark era suddivisa in 23 comuni (kommuner):
- Bamble
- Drangedal
- Fyresdal
- Færder
- Hjartdal
- Holmestrand
- Horten
- Kragerø
- Kviteseid
- Larvik
- Midt-Telemark
- Nissedal
- Nome
- Notodden
- Porsgrunn
- Sandefjord
- Seljord
- Siljan
- Skien
- Tinn
- Tokke
- Tønsberg
- Vinje